# Società Tedesca per gli Studi Celtici

Simbolo dell'Ahnenerbe

La Società tedesca per gli Studi Celtici, Deutsche Gesellschaft für Keltische Studien conosciuta con la sigla DGKS, era un istituto scientifico tedesco, fondato nel 1936. Fece parte dell'ampia organizzazione denominata Ahnenerbe, anche se la sua creazione fu sponsorizzata dal Sicherheitsdienst (SD - il Servizio di sicurezza delle SS) e dall'Abwehr (il servizio segreto militare tedesco).

## Membri fondatori politici
- Gerhard von Tevenar
- Hans-Otto Wagner
- Werner Best

## Membri fondatori scientifici
- Friedrich Mulhausen
- Leo Weisgerber

## Attività
Il compito principale della Deutsche Gesellschaft für Keltische Studien era collegare storicamente i popoli di origine celtica dell'Europa occidentale a quelli del nord Europa per poter inserire e rivendicare quei territori all'interno del nuovo costituente Nuovo Ordine Europeo.
Di carattere non secondario furono anche gli studi di germanistica che la Deutsche Gesellschaft für Keltische Studien compì in collaborazione con altri istituti tedeschi dell'epoca, col fine di migliorare la propaganda e le attività spionistiche del nazionalsocialismo.
Pur lavorando in collaborazione con le SS-Ahnenerbe, e quindi pur avendo una copertura di carattere culturale, il DGKS aveva anche finalità spionistiche, oltre che scopi di sabotaggio e d'incoraggiamento verso l'insurrezione delle minoranze etniche in Bretagna e nelle isole Britanniche, come l'isola di Man.
Da segnalare che nella Bretagna francese tale attività darà luogo alla creazione di una formazione di SS denominata Bretonische Waffenverband der SS Bezzen Perrot, braccio armato del Parti National Breton (PNB) bretone. Similarmente venne creata, sempre all'interno delle SS, da Helmut Clissmann la Irischer Brigade, analoga a quella della prima guerra mondiale, composta interamente da soldati inglesi catturati nel conflitto, ma di origine irlandese e con grande conoscenza del territorio irlandese.